# Эдмундс, Мэделин
Мэ́делин Э́дмундс (англ. Madeleine Edmunds; род. 3 января 1992, Саутпорт) — австралийская гребчиха, выступающая за сборную Австралии по академической гребле с 2008 года. Бронзовая призёрка чемпионата мира, победительница этапов Кубка мира, участница летних Олимпийских игр в Рио-де-Жанейро.

## Биография
Мэделин Эдмундс родилась 3 января 1992 года в городе Саутпорт штата Квинсленд, Австралия. Дочь известного австралийского гребца Иана Эдмундса, бронзового призёра Олимпийских игр 1984 года. Детство провела в Брисбене, где с юных лет занималась академической греблей в одном из местных клубов.
Дебютировала на международной арене в сезоне 2008 года, когда вошла в состав австралийской национальной сборной и выступила на чемпионате мира в Линце, где участвовала в заездах юниорских парных двоек.
В 2009 году завоевала серебряную медаль в парных четвёрках на мировом первенстве среди юниоров во Франции. Год спустя на аналогичных соревнованиях в Чехии стала четвёртой в двойках.
В 2011 году впервые выступила на взрослом Кубке мира, побывала на молодёжном чемпионате мира в Нидерландах.
Была лучшей в парных четвёрках на молодёжном мировом первенстве 2012 года в Литве.
Начиная с 2013 года выступала в основном составе австралийской сборной на взрослом уровне, в частности попала в число призёров на трёх этапах Кубка мира, в том числе выиграла домашний этап в Сиднее, участвовала в чемпионате мира в Чхунджу.
В 2014 году вновь одержала победу на этапе Кубка мира в Сиднее, была близка к попаданию в число призёров на мировом первенстве в Амстердаме, показав в четвёрках парных четвёртый результат.
На чемпионате мира 2015 года в Эгбелете финишировала в четвёрках пятой.
Благодаря череде удачных выступлений удостоилась права защищать честь страны на летних Олимпийских играх 2016 года в Рио-де-Жанейро — в составе команды, куда также вошли гребчихи Джессика Холл, Керри Хоур и Дженнифер Клири, заняла в программе женских парных четвёрок итоговое седьмое место.
После Олимпиады Эдмундс осталась в основном составе гребной команды Австралии и продолжила принимать участие в крупнейших международных регатах. Так, в 2017 году она совместно с Олимпией Олдерси завоевала бронзовую медаль в двойках на чемпионате мира в Сарасоте.
Впоследствии выступала преимущественно в одиночках, в частности стартовала в этой дисциплине на мировом первенстве 2018 года в Пловдиве.